# 도요사키촌 (오이타현)
도요사키촌(豊崎村)은 오이타현 히가시쿠니사키군에 있던 촌이다. 현재의 기쓰키시의 일부에 해당한다.

## 역사
- 1889년 4월 1일 - 정촌제 시행에 의해 히가시쿠니사키군 도미쿠촌이 성립하였다.
- 1954년 3월 31일 - 구니사키정, 도미쿠정, 구노우라정,가미쿠니사키촌, 아사히촌 (일부)과 합병해 구니사키시가 되어 소멸하였다.

## 참고문헌
- 角川日本地名大辞典 44 大分県
- 『市町村名変遷辞典』東京堂出版、1990年。